# CatCat

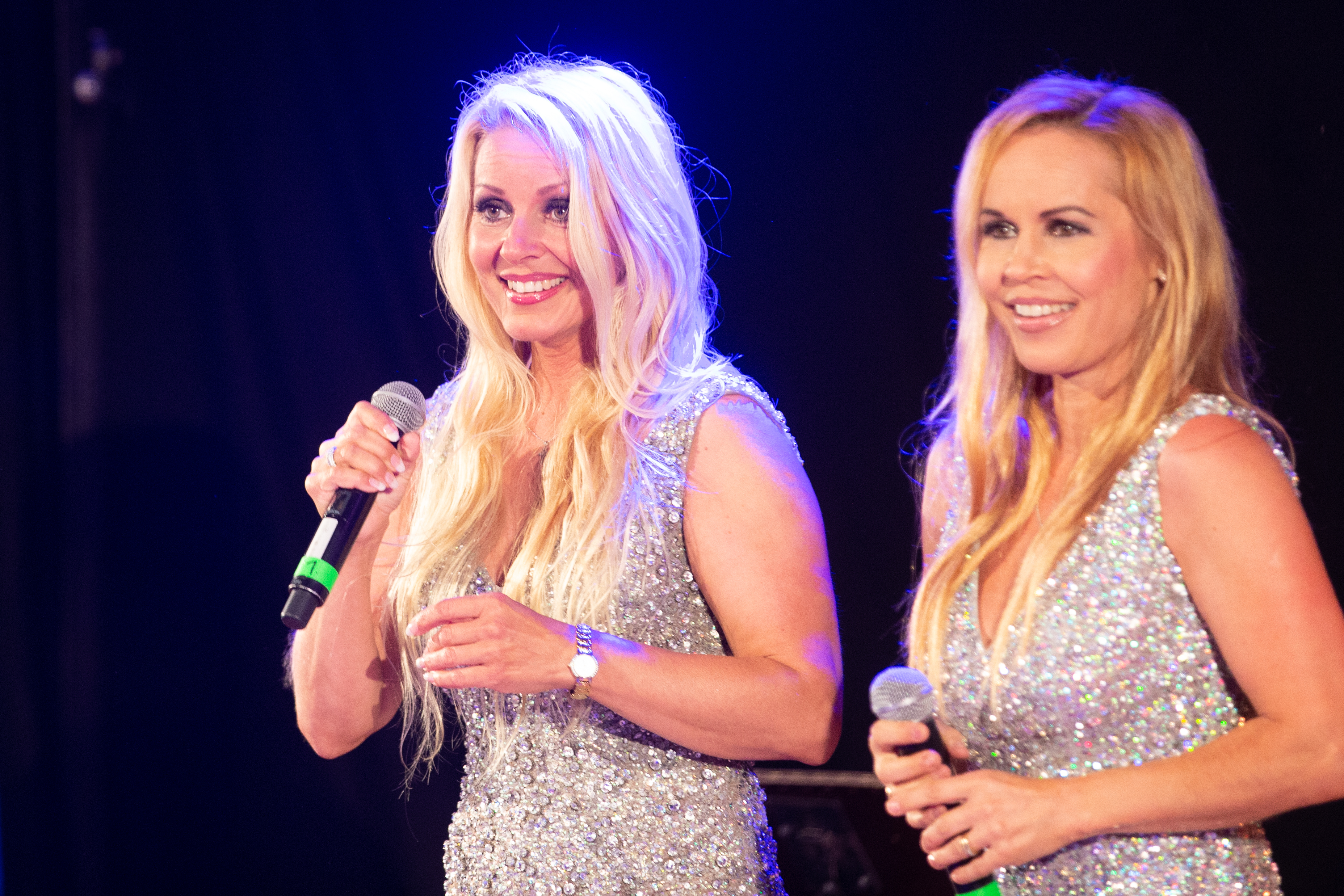
Auf Kiuruveden Iskelmäviikko, Kiuruvesi, 15. Juli 2017

CatCat ist ein finnisches Geschwister-Duo, bestehend aus Katja und Virpi Kätkä (* 1972). Dieser Name heißt im Plural Kätkät, wird also gleich ausgesprochen wie CatCat. Das Geschwisterpaar vertrat Finnland beim Eurovision Song Contest 1994 im irischen Dublin, mit dem Song Bye Bye Baby.

## Hintergrund
Obwohl der Beitrag hoch gewettet wurde und Kritiker bescheinigten, dass Finnland mit diesem Lied endlich auf einem guten Platz landen könnte, erhielt Bye Bye Baby beim Contest nur 11 Punkte: einen Punkt aus Bosnien und Herzegowina und zehn Punkte aus Griechenland. Das Lied erreichte den 22. Platz.
CatCat veröffentlichten bereits 1991 eine erste Single Toimii, ein Cover von Be My Baby der Ronettes. 1992 folgte ihr erstes Album. Seit ihrem Eurovisionsbeitrag ist CatCat oft im finnischen Fernsehen zu sehen gewesen. Mit Bye Bye Baby (1994) und Enkeli (1995) erschienen zwei erfolgreiche Alben und weitere Singles. Auf Bye Bye Baby sind unter anderem finnische Coverversionen von George Michaels Careless Whisper, Debbie Gibsons Foolish Beat und Modern Talkings Do You Wanna zu hören.
Danach pausierte das Duo und knüpfte erst 2001 mit der Single und dem Album Yö ja päivä an die frühen Erfolge an. Es folgten einige Kompilationen und 2015 mit Kukat Kauniit wieder ein Studioalbum.
Das Duo besteht auch heute noch. Es hatte zum Beispiel einen Gastauftritt bei einer Feier zur 40. Teilnahme Finnlands beim Eurovision Song Contest 2006, bei denen sie ihren Song Bye Bye Baby sangen.
Virpi Kätkä war mit Tauno Peltonen verheiratet, ist mittlerweile jedoch geschieden.

## Diskografie
Alben
- CatCat (1992)
- Bye Bye Baby (1994)
- Enkeli (1995)
- Yö ja päivä (2001)
- Parhaat (2002)
- Hitit (2004)

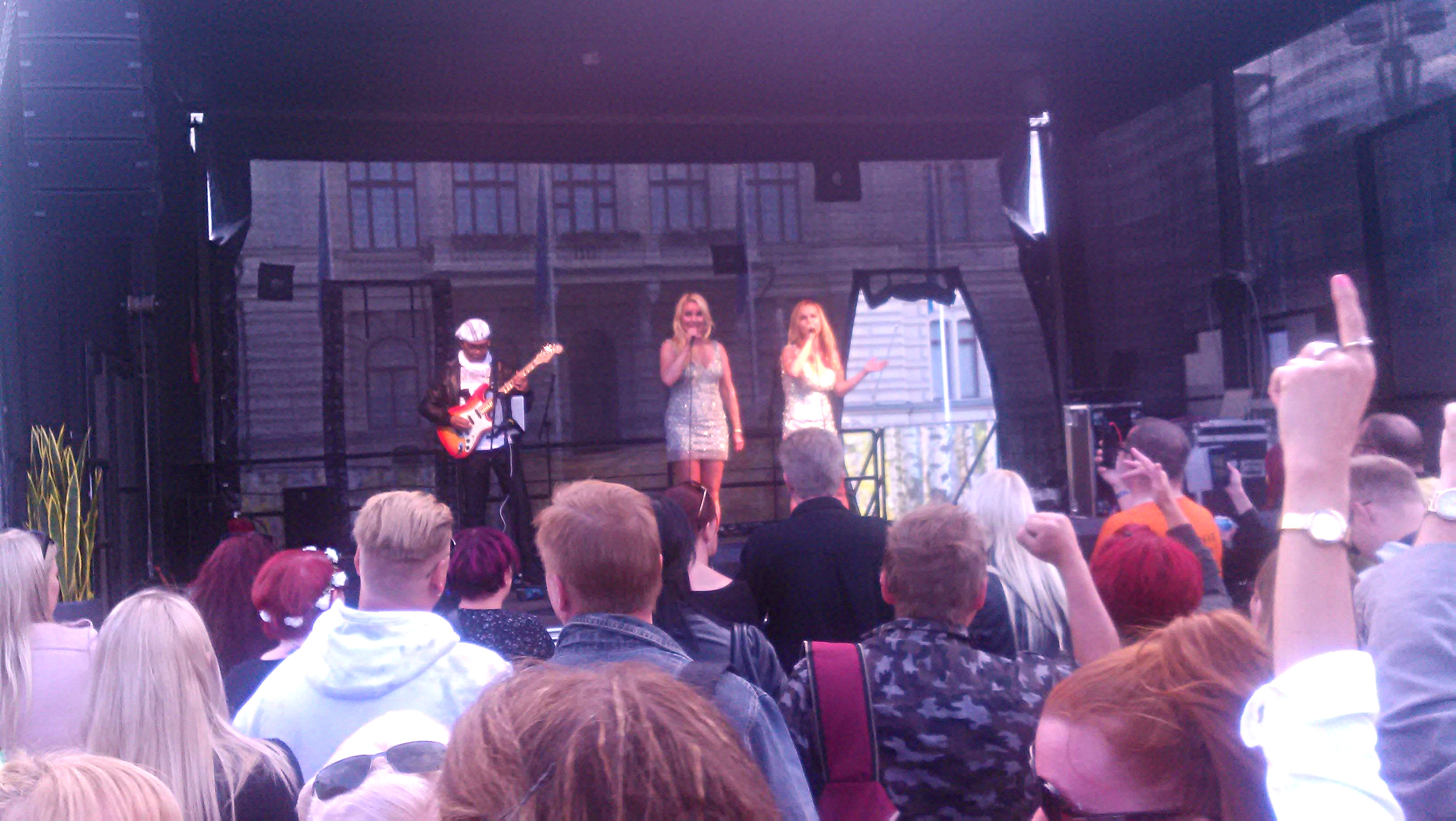
Auf dem Tammerfest, Tampere, 22. Juli 2017

- CatCat 20 vuotta – Juhlalevy (2012)
- Kukat kauniit (2015)
- CatCat 25v (2017)